# Батенев, Егор Иванович
Егор Иванович Батенев — командир отделения 21-го гвардейского инженерно-сапёрного батальона (35-я инженерно-сапёрная бригада, 274-я стрелковая дивизия, 69-я армия, 1-й Белорусский фронт), гвардии старший сержант.

## Биография
Егор Иванович Батенев родился в крестьянской семье в деревне Верх-Инская Карасевской волости Барнаульского уезда Томской губернии (ныне посёлок Инской Черепановского района Новосибирской области). Учился в семилетней школе, получил начальное образование. Работал в колхозе машинистом локомобиля.
В 1933 году был призван в ряды Красной Армии, служил на Украине. После демобилизации работал на различных стройках. В конце 30-х годов вернулся в Новосибирскую область, приехал в село Шурыгино. Работал на различных работах, затем на паровозоремонтном заводе в Черепаново.
С началом Великой Отечественной войны в июле 1941 года был вновь призван в Красную Армию. Воевал на различных фронтах.
В сентябре 1943 года при проведении диверсионных операций минировал дороги, взрывал мосты на пути движения военной техники противника. Был представлен к ордену Красной Звезды, но 24 января 1944 года приказом по фронту он был награждён медалью «За отвагу».
В сентябре 1944 года гвардии старший сержант Батенев отличился при прорыве обороны противника в районе города Ковель в Волынской области и 19 сентября при форсировании реки Западный Буг возле местечка Уханька Люблинского воеводства Польши. Сопровождая самоходные артиллерийские установки он со своим подразделением снял 354 мины. При форсировании реки проводил разведку, по сильным огнём противника участвовал в наведении переправы. Форсировав затем реку, на другом берегу снял ещё 125 мин различных типов. Приказом по подразделению 14 августа 1944 года он был награждён орденом Красной Звезды.
30 июля 1944 года при выполнении задания командования по переправе через реку Висла возле местечка Гняздкув в Мазовецком воеводстве Батенев со своим подразделением под сильным артиллерийским огнём за 8 рейсов переправил на пароме 9 орудий различного различного калибра с передками, 147 ящиков боеприпасов, 14 лошадей и 50 пехотинцев. Был представлен к ордену Красного Знамени, но приказом по 69-й армии он 23 октября 1944 года был награждён орденом Славы 3-й степени.
В ночь с 12 на 13 января 1945 года гвардии старший сержант Батенев по приказу командования под сильным пулемётным огнём проделывал проходы в минных полях, без потерь первым достиг траншей противника. Приказом по войскам 69-й армии от 26 февраля 1945 года № 039/н гвардии старший сержант Батенев Егор Иванович награждён орденом Славы 2-й степени (№ 15652).
В период с 16 по 18 апреля 1945 года при обеспечении наступления стрелковых и танковых подразделений гвардии старший сержант Батенев снял 30 противотанковых и 45 противопехотных мин на подступах к переднему краю обороны противника в районе города Лебус (севернее города Франкфурт-на-Одере, Германия).
Указом Президиума Верховного Совета СССР от 31 мая 1945 года за мужество, отвагу и героизм, проявленные на фронте борьбы с немецко-фашистскими захватчиками гвардии старший сержант Батенев Егор Иванович награждён орденом Славы 1-й степени (№ 926).
В 1946 году Батенев демобилизовался и вернулся в Шурыгино. Избирался депутатом местного совета, председателем сельского совета. В 1967 году переехал в село Новошмаково. Работал машинистом на подъёмном кране.
Скончался Егор Иванович Батенев 9 февраля 1969 года. Похоронен на кладбище села Новошмаково.

## Память
- Имя полного кавалера ордена Славы Егора Ивановича Батенева увековечено на Аллее Героев у Монумента Славы в Новосибирске